# Cowboy action shooting
Il Cowboy Action Shooting (abbreviato in CAS) è una forma di tiro sportivo dinamico con riferimento storico al periodo che va dal 1830 al 1915 negli Stati Uniti d'America.
La disciplina è originaria degli Stati Uniti ed è codificata dalla "Single Action Shooting Society" (SASS). In Italia è promossa dall'"Old West Shooting Society"(OWSS).

## Regolamento
I tiratori devono indossare abbigliamento di stile western e utilizzano nel corso del tiro due armi corte (revolver) una carabina ed un fucile ad anima liscia.
Le categorie di tiro sono numerose, basate sull'età, sull'abbigliamento, sulla tipologia di armi utilizzate e sullo stile di tiro. Ogni categoria riporta un'ulteriore suddivisione per le donne ("ladies").
In base alla tecnica di tiro si hanno i tre seguenti stili:
- Traditional: i revolver possono essere impugnati indifferentemente a una o due mani.
- Duelist: i tiratori devono impugnare i revolver con una sola mano. Questo stile costituisce una categoria a sé, ma è obbligatorio anche per coloro che competono nelle categorie "frontiersman" e "classic cowboy".
- Gunfighter: i tiratori devono impugnare i revolver uno per mano, contemporaneamente o uno alla volta, nel qual caso la tecnica è detta "double duelist". I gunfighters sono gli unici che possono avere, in gara, due revolver carichi estratti contemporaneamente.

## Le armi
Le armi corte devono essere dei revolver a singola azione; le più utilizzate sono gli originali o le repliche delle Colt modello SAA 1873. Non mancano originali o repliche di Smith & Wesson Schofield, Remington mod. 1875 e di revolver ad avancarica del tamburo, quali le Remington 1858, le Colt mod. 1847 Walker, le Colt mod.1851 Navy e le Colt mod. 1860 Army.
Le carabine, armi lunghe a canna rigata, possono essere con meccanica a leva (lever action), usualmente: Winchester mod. 1860, 1866, 1873, 1892 o 1894, Marlin mod. 1894 e tutti i cloni moderni o con meccanica a pompa (slide o pump action), nel caso del Colt mod. 1885 Lightning. In ogni caso, le carabine possono impiegare solo munizionamento originariamente previsto per arma corta.
I fucili, armi lunghe a canna liscia, sono o a due canne giustapposte, sia a cani esterni che interni, sia monogrillo che bigrillo (ovvero con un comando unico per entrambe le canne o uno per canna), ma rigorosamente con estrattori manuali.
in alternativa, possono essere impiegati fucili con meccanica a pompa e a cane esterno (tipicamente il Winchester mod. 1897 e le sue repliche) o con meccanica a leva, sempre a cane esterno (il Winchester mod. 1887).
Tra le aziende produttrici di repliche fedeli agli originali e spesso di qualità superiore, spiccano le italiane Aldo Uberti S.p.A., la Pietta, la Chiappa Firearms e le americane: Ruger, Colt, e U.S. Fire Arms Mfg. Co.